# Olivella (kommunhuvudort)
Olivella är en kommunhuvudort i Spanien.   Den ligger i provinsen Província de Barcelona och regionen Katalonien, i den östra delen av landet, 500 km öster om huvudstaden Madrid. Olivella ligger 207 meter över havet och antalet invånare är 2 264.
Terrängen runt Olivella är kuperad åt sydost, men åt nordväst är den platt.  Närmaste större samhälle är Sant Pere de Ribes, 7,2 km sydväst om Olivella. 